# Srdcerváči (projekt)
Srdcerváči jsou od roku 2013 fundraisingovým a osvětovým projektem Nadačního fondu pro podporu zaměstnávání osob se zdravotním postižením (NFOZP). Srdcerváči jsou především fundraisingový projekt. Díky svému e-katalogu nabízejí drobným i větším dárcům možnost, jak přispět na podporu vzniku pracovních míst pro lidi s postižením. Finanční prostředky, které díky e-katalogu zážitků a dárků Srdcerváči získají, jsou pak jednou ročně rozděleny v grantovém řízení jednotlivým organizacím, které zaměstnávají více než padesát procent zdravotně postižených, nebo jednotlivcům, kteří se přes svůj handicap rozhodli začít podnikat jako OSVČ. 